# Реболедо
Реболедо (исп. Reboledo) — населённый пункт сельского типа на юге центральной части Уругвая, в департаменте Флорида.

## География
Расположен в юго-восточной части департамента, примерно в 60 км от административного центра департамента, города Флорида, и в 122 км от столицы страны, Монтевидео. Через Реболедо проходит национальное шоссе № 7. Абсолютная высота — 168 метров над уровнем моря.

## История
15 октября 1963 года получил статус села (pueblo) согласно указу № 13.167 .

## Население
По данным на 2011 год население составляет 342 человека
| Год  | Население |
| ---- | --------- |
| 1963 | 385       |
| 1975 | 374       |
| 1985 | 348       |
| 1996 | 304       |
| 2004 | 377       |
| 2011 | 342       |

Источник: